# Чиенг, Дженнифер
Дженнифер Чиенг (родилась 29 апреля 1986 года) — боксёр американского происхождения и боец смешанных единоборств, представляющая Федеративные Штаты Микронезии в спорте. Она участвовала в летних Олимпийских играх 2016 года в соревнованиях по боксу среди женщин в лёгком весе, в которых она была выбита в 16 раунде Микаэлой Майер. Она была знаменосцем своей страны на Параде наций.

## Карьера в ММА

### Bellator MMA
Чиенг дебютировала в профессиональном ММА 13 октября на Bellator 208, одержав победу техническим нокаутом над Джессикой Руис.

### Invicta FC
17 сентября 2020 года Чиенг дебютировала в организации Invicta FC в бою против Хелен Перальта, Дженнифер проиграла единогласным решением судей.

## Статистика в ММА
| Боёв 2   | Побед 1 | Поражений 1 |
| -------- | ------- | ----------- |
| Нокаутом | 1       | 0           |
| Решением | 0       | 1           |

| Результат | Рекорд | Соперник       | Способ                     | Турнир                                | Дата             | Раунд | Время | Место         | Примечание |
| --------- | ------ | -------------- | -------------------------- | ------------------------------------- | ---------------- | ----- | ----- | ------------- | ---------- |
| Поражение | 1-1    | Хелен Перальта | Единогласное решение       | Invicta FC 42: Cummins vs. Zappitella | 17 сентября 2020 | 3     | 5:00  | Канзас, США   |            |
| Победа    | 1-0    | Джессика Руис  | Технический нокаут (удары) | Bellator 208                          | 13 октября 2018  | 1     | 1:22  | Нью-Йорк, США |            |